# Cantonul Veyre-Monton
Cantonul Veyre-Monton este un canton din arondismentul Clermont-Ferrand, departamentul Puy-de-Dôme, regiunea Auvergne, Franța.

## Comune
- Authezat
- Le Cendre
- Corent
- Le Crest
- Les Martres-de-Veyre
- Orcet
- Plauzat
- La Roche-Blanche
- La Sauvetat
- Tallende
- Veyre-Monton (reședință)